# Гиновец
Гиновец или Гиневец (алб. Gjinovec) је насељено место у општини Булћиза у округу Дибер, Албанија. Према попису из 1989. године био је 261 становник.
Према бугарском географу и историчару, Василу Канчову, у Гиновцу је 1900. године живело 210 Словена хришћана. Српски етнограф Миленко Филиповић, 1940 године наводи да је Гиновец словенско село, већински настањено муслиманима, док православних има око 40 породица.